# ShAK-12突擊步槍
ShAK-12，前稱ASh 12.7（俄語：АШ-12.7；全寫：俄語：，意為：12.7毫米自動突擊步槍）是一款由俄罗斯圖拉KBP儀器設計局旗下的運動及狩獵武器中央設計研究局（TsKIB SOO）槍械設計師弗拉基米爾·V·佐羅賓在聯邦安全局的要求下研制、卡拉什尼科夫集團（俄語：Концерн „Калашников“，俄语罗马化：Kontsern Kalashnikova；前稱：伊茨瑪希工廠，俄语罗马化：Izhmash）生产的大口徑犢牛式突击步枪，亦是一種近身距離作戰及城市作戰專用的武器，发射12.7×55毫米俄羅斯口徑步枪子彈。
研製ASh 12.7的目的是為了向諸如聯邦安全局等執法機關的特種部隊單位提供一種適用在城市環境對付全副武裝的有組織犯罪團伙和恐怖分子的武器。該槍在2011年底亮相，據說首批ASh 12.7已經被送到FSB進行試用。經改進後，俄羅斯執法部門正在裝備更為先進的ShAK-12突擊步槍（ШАК-12，ШАК為大口徑突擊步槍的縮寫）。

## 概述
事實上，ASh-12.7並非KBP儀器設計局所研製的第一種犢牛式突击步枪，該廠商早在1990年代中期研製了A-91，並在2000年代改良為A-91M。因此，ASh-12.7在外觀上與A-91M有著明顯的相似之處，甚至可說是A-91M的放大版。
ASh-12.7是針對高風險執法行動而研製的近身距離作戰及城市作戰專用武器，在設計時必須考慮到具備強大制止力的同時，其子彈的貫穿力也不得過高，以及必須以縮短有效射程的方式來縮短其“危險範圍”，以避免沒有命中目標的流彈飛得太遠，或彈頭穿透目標後還能飛出很遠距離，從而傷及無辜的旁觀者或人質。為了實現這些目標，ASh-12.7突擊步槍的設計者特地研製了專用的特殊大口徑彈藥，以及各式各樣的彈種。
ASh-12.7本身採用犢牛式佈局，具有衝壓钢製機匣和聚合物槍身及槍托。初時，媒體推斷ASh-12.7是以氣動式原理運作，轉拴式槍栓方式進行閉鎖及開鎖。但在正式推出時才證實它為一種以短行程後座作用原理和轉拴式槍栓方式運作的武器。射擊控制裝置由兩個獨立的槓桿組成，分別是位於槍托後上方的快慢機（半自動／全自動）和手槍握把上方的手動保險（保險／射擊），而且兩側都有操作開關。
ASh-12.7基本上有兩種型號。第一個版本具有整體式提把配置，內置後方的屈光度照門和前方的折疊式準星。提把上安裝了全尺寸MIL-STD-1913戰術導軌以便安裝各種光學瞄準具。從一些照片上可觀察到另一種使用“平頂”配置的版本，它以機匣頂部設有的全尺寸MIL-STD-1913戰術導軌取代了提把，而照門和準星就安裝在折疊式基座上。其他改進特點包括一條設於護木底部的MIL-STD-1913戰術導軌或40毫米附加型榴弹发射器。槍口裝置包括一般只在反器材步槍上使用的大開口、雙擋板型制退器或可快速拆卸式消聲器。

## 彈藥
ASh-12.7的專用彈藥是以由相同廠商研製的VKS犢牛式消聲狙擊步槍所發射的12.7×55毫米直壁型無底緣黃銅彈殼為藍本改進而來。ASh-12.7的標準彈藥是一種使用輕型彈頭的超音速子彈，彈頭上具有铝製彈芯，彈芯前端部分作為彈尖從被甲開孔暴露出來，而彈芯後方則是中空。彈芯有一部分被包覆於雙重金屬被甲裡。彈頭重量被假定為約7克（108.03格令），初速則為290—315米／秒（951.44—1,033.46英尺／秒）。另外俄聯邦儀器設計局還研製了其他的彈藥，包括重彈（可能是亞音速彈藥）、淬火鋼製彈芯的穿甲彈，以及具有兩顆輕型彈頭的雙頭彈。
這種新型俄羅斯.50口徑步槍子彈與美國人為AR-15平台研製的大口徑子彈，例如.50貝奧武夫以及.499 LWR等在概念上具有一定程度上的相似性，雖然俄羅斯研製的子彈使用更長的彈殼。STs-130該子彈亦可以使用輕型（以它的口徑而言）或重型的彈頭，後座力也可能不高。而美國原產的同類彈種通常都會裝上了一顆達到19克（293.21格令）或以上的重型彈頭。

## 使用者
- 白俄羅斯[5]
- 俄羅斯
  - 聯邦安全局

## 流行文化

### 電子遊戲
- 2007年—《穿越火线》：作为GP武器登场。
- 2016年—《逃離塔科夫》
- 2019年—：命名為“Oden”，外觀與真槍有些許不同。戰役模式中由巴可夫屬下的俄軍部隊所使用，其中一把在“行動開始”關卡中被哈迪爾拋到卡爾·蓋瑞克手中讓其使用。聯機模式中為解鎖武器，並可作定制改裝。
- 2024年—《三角洲行动》:命名为“Ash-12战斗步枪”，游戏中归类为突击步枪。

## 資料來源
1. 1 2  .   [2020-01-03]. （原始内容存档于2020-01-03）.
2. ↑  .   [2013-05-23]. （原始内容存档于2013-04-30）.
3. 1 2 3 4  Popenker, Maxim. . world.guns.ru. 2013  [2013-05-30]. （原始内容存档于2013-06-27）.
4. ↑  .   [2013-10-08]. （原始内容存档于2014-01-15）.
5. ↑  .   [2021-03-15]. （原始内容存档于2021-09-13）.

## 外部連結
- （英文）—Modern Firearms－ASh-12.7 assault rifle（页面存档备份，存于）
- （英文）—The Firearm Blog－New Russian TsKIB ASh-12 .50 Cal (12.7x55mm) Bullpup Rifle（页面存档备份，存于）
- （简体中文）—D Boy Gun World（槍炮世界）—ASh-12.7突击步枪（页面存档备份，存于）